# Ernst Ziesel

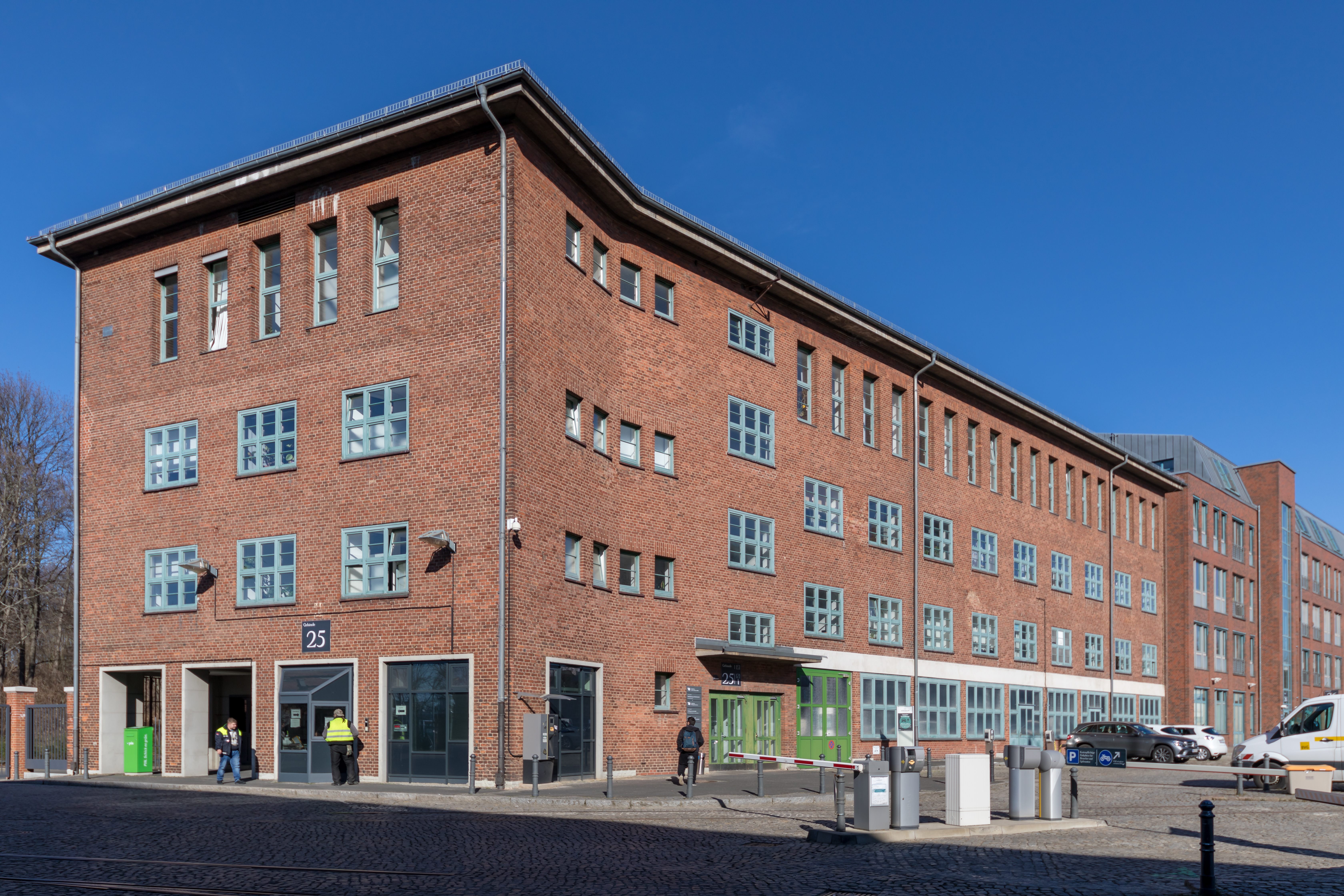
AEG-Fabrikgebäude von Ernst Ziesel, Gustav-Meyer-Allee 25, Beamtentor am Volkspark Humboldthain, Berlin

Jean Paul Ernst Ziesel (* 20. April 1880 in Wesel; † 20. Januar 1946 in Berlin) war ein deutscher Architekt, der in den 1920er Jahren unzählige Industriebauten im Berliner Raum errichten konnte. Die meisten Fabrikhallen-Entwürfe sind in Zusammenarbeit mit dem Bauingenieur Gerhard Mensch entstanden und gute Beispiele des Konstruktivismus. Die noch erhaltenen Gebäude stehen unter Denkmalschutz. Ziesel war neben Peter Behrens, Paul Tropp, Gottfried Klemm und Paul Sellmann einer der Hausarchitekten der Firma AEG.

## Bauwerke nach Entwürfen von Ernst Ziesel
Ein erster 1913 von Ernst Ziesel fertiggestellter Gebäudekomplex ist ein Wohn- und Geschäftshaus in der damals selbstständigen Stadt Spandau (Moritzstraße 2, Kurbad Spandau).
Ziesel bekam von der Gemeinnützigen Wohnungsbaugesellschaft (Gebag) in Berlin-Oberschöneweide den Auftrag zur Erweiterung einer 1924–1925 von Jean Krämer errichteten Arbeiter-Reihenhaus-Wohnsiedlung (Siedlung Gebag) im Areal Zeppelinstraße 73–87 / An der Wuhlheide 26–40 / Fontanestraße 3–7 / Triniusstraße 10–11A. Die bereits vorhandenen Gebäude waren nach den damals aktuellen reformerischen Prinzipien für Arbeiterwohnungsbauten durchkonstruiert. Ziesel ergänzte 1928/1929 die zwei- und dreigeschossigen Reihenhäuser behutsam im angepassten Baustil. Die Ziegelsteingebäude sind mit ockerfarbenem Putz ausgeführt, rote Klinker, dreiflügelige Fenster und Biberschwanz-gedeckte Walmdächer bilden eine sparsame Gebäudeausstattung. Die Ergänzungsbebauung führte zu einem großzügigen Innenhof mit einer Grünanlage. Der gesamte Wohnkomplex aus sieben Mehrfamilienhäusern wurde im Zeitraum 2000 bis 2002 auch mit Fördergeldern des Senats instand gesetzt. Die straßenseitigen Bauten bieten durch zusätzliche Schallschutzmaßnahmen unter Beachtung des Denkmalschutzes eine gute Wohnqualität. Für die ausgeführten Arbeiten erhielt die Eigentümerin, eine private Wohnungsbaugesellschaft, den „Bauherrenpreis Treptow-Köpenick 2001“.
Die aufstrebende Firma AEG begann Ende des 19. Jahrhunderts mit der Produktion von elektrischen Anlagen und Zubehör in neuen Fabrikhallen auf einem Gelände im damaligen Berliner Vorort Gesundbrunnen (Hussitenstraße 26–31). Zwischen 1906 und 1913 wurden weitere Gebäude nach Entwürfen der Architekten Franz Schwechten, Johannes Kraaz, Peter Behrens und Karl Bernhard hinzugebaut. Eine zweite Erweiterungsphase fand zwischen 1928 und 1941 statt. Ernst Ziesel lieferte in Zusammenarbeit mit dem Bauingenieur Gerhard Mensch die Pläne für eine Umformerstation, eine Lagerhalle („Güterboden“) und eine Montagehalle auf dem Eckgrundstück Hussitenstraße / Gustav-Meyer-Allee, die 1928 fertiggestellt wurden. Als Tragwerk der Halle, in den Abmessungen 137 Meter lang, 33 Meter breit und 24 Meter hoch, wurde ein Stahlskelett gewählt. Das Grundgerüst ist mit Backstein und Glas ausgefacht und wird von einem gläsernen Dach abgeschlossen. Drei etagenförmig angeordnete Krananlagen und zwei Laufkräne erleichterten den Transport und die Montage großer Maschinen und Maschinenteile. Laborgebäude, 1940/1941 ebenfalls durch Ziesel geplant, bildeten den Abschluss der Bebauung. Die Montagehalle wurde 1966 auf 180 Meter verlängert, auf 45 Meter verbreitert und auf 26 Meter erhöht. Diese Umbauarbeiten waren im Juli 2003 abgeschlossen, sie gelten praktisch als Neubau.
Als AEG Mitte der 1980er Jahre die Produktion hier aufgab, standen die auf dem Gelände verbliebenen Gebäude leer. Ab den 1990er Jahren wurden sie unter der Verantwortung der Gewerbesiedlungs-Gesellschaft Berlin (GSG) als „Technologie- und Innovationspark Berlin“ (TIB) umgeplant und schrittweise saniert. Der Aus- und Umbau erfolgte durch die Architektengemeinschaft Fehr + Partner unter Leitung des Architekten Hans-Joachim Tunnat und war im Jahr 2003 abgeschlossen. Das „Berliner Innovations- und Gründer Zentrum“ (BIG) mit zahlreichen Firmen oder Neugründungen sowie Institute der TU Berlin und die Fraunhofer-Gesellschaft (FhG) siedelten sich an. Die oben genannte große Montagehalle erhielt bei ihrer Neueröffnung den Namen „Peter-Behrens-Halle“, sie dient der Fakultät VI (Institut für Bauingenieurwesen) der TU Berlin als Testfeld für Festigkeits- und Verformungsverhalten von Bauteilen im Maßstab 1:1.

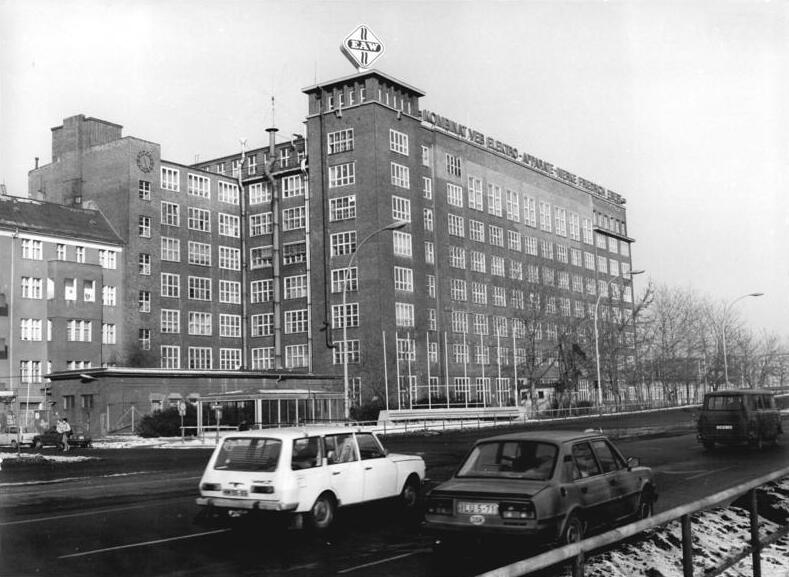
1987: Der VEB Elektro-Apparate-Werke Berlin-Treptow an der Elsenstraße
(heute: An den Treptowers)

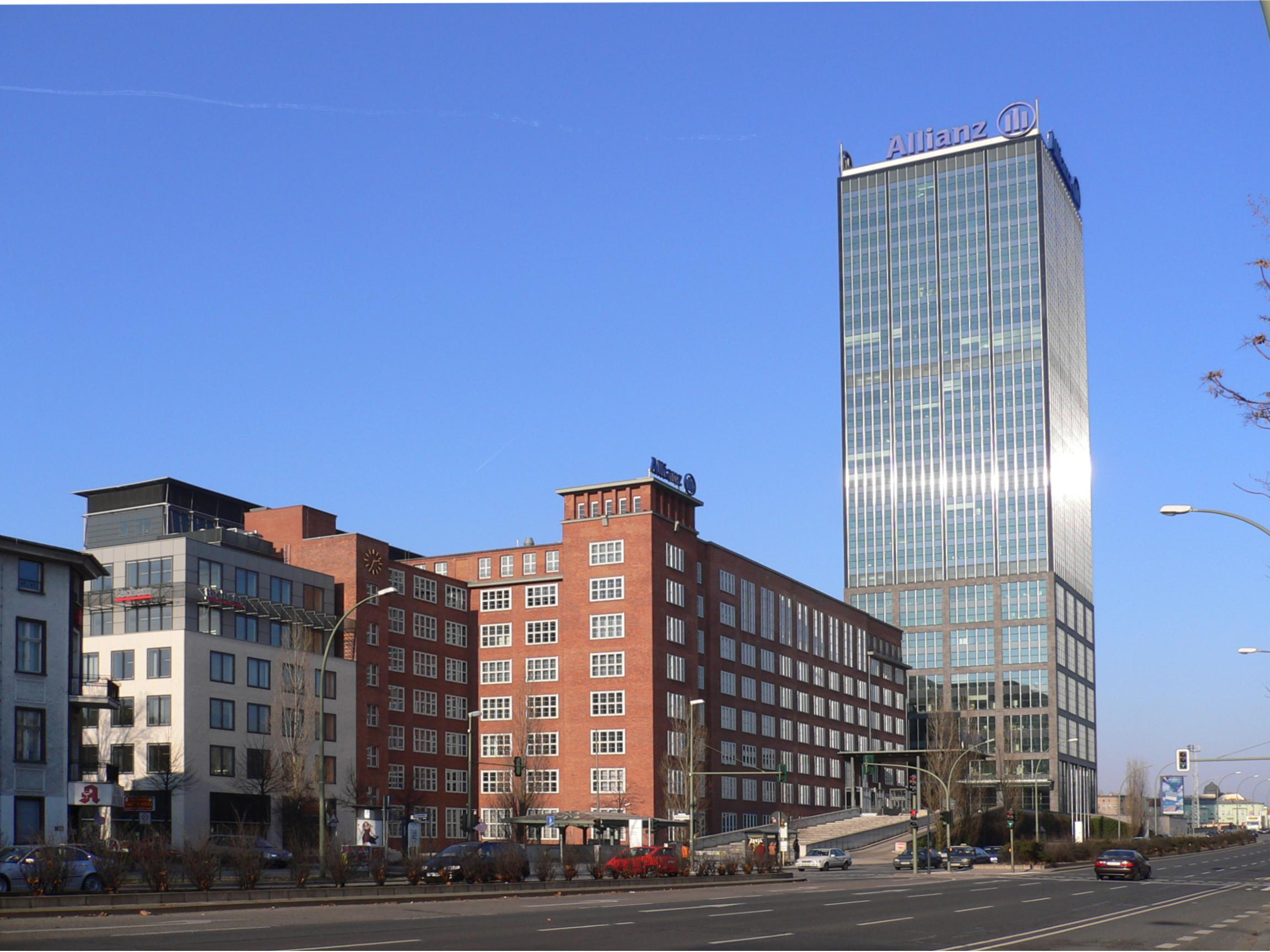
Historische Gebäude und der neue 125 Meter hohe Büroturm der Treptowers, 2005

Das größte Bauwerk von Ernst Ziesel ist der Komplex der Elektro-Apparate-Werke Berlin-Treptow. Er wurde 1928 von der AEG für die Produktion elektrischer Geräte in Auftrag gegeben. Ziesel konnte auf einem großen Gelände in Alt-Treptow, begrenzt durch das Ufer der Spree im Norden, den S-Bahnhof Treptow im Osten, die Hoffmannstraße im Süden und die Zobelstraße westlich, einen monumentalen Industriebau mit Verwaltungsgebäude verwirklichen. Die Straßenfront wird an der Ecke Elsenstraße/Hoffmannstraße durch ein erhöhtes Geschoss turmartig betont. Die 6- bzw. 8-etagigen klinkerverkleideten 14-achsigen Baukörper bilden einen Innenhof. Im Jahr 1939 erfolgten nach Plänen von Ziesel ein Umbau und ein Ergänzungsbau durch die Baufirma Richter und Schädel. Die politische Entwicklung nach dem Zweiten Weltkrieg führte zur Enteignung aller im Ostsektor Berlins gelegenen Werke der AEG, die Produktionsstätte wurde zum VEB Elektro-Apparate-Werke Berlin-Treptow (EAW), die bis zur Auflösung der DDR verschiedene Elektrogeräte herstellten. Nach dem Ende der Produktion erwarb die Versicherungsgesellschaft Allianz den Gebäudekomplex. Die historischen Bauten wurden saniert, in unmittelbarer Nachbarschaft ließ die Gesellschaft von 1993 bis 1998 einen 122 Meter hohen Turm aus Beton und Glas sowie drei weitere moderne Einzelbauten errichten, die als TrepTowers (abgeleitet vom Ortsteil Treptow und dem englischen Wort für Türme) bezeichnet werden. Die Ausführung der Arbeiten lag in den Händen der Architektengemeinschaft ASP Schweger & Partner aus Hamburg. Die Adresse der gesamten Anlage lautet nun An den Treptowers 3, es ist die Berliner Zentrale der Versicherungsgesellschaft.
Die zahlreich im früheren Randgebiet Oberschöneweide von Berlin gegründeten oder dorthin umgesiedelten Firmen führten zu entsprechenden Bauaufträgen an Architekten, die bereits erste Industriebauten verwirklicht hatten. Die AEG beauftragte für die neue Kabelproduktion am Standort Wilhelminenhofstraße 76–77 im Jahr 1928 unter anderem auch wieder Ernst Ziesel mit Entwürfen für ein Kesselhaus und eine Gummischlauchfabrik (Hallenblock IX; bekannt geworden als Fernmeldekabelfabrik Oberschöneweide). Ziesel errichtete zusammen mit dem erfahrenen Bauingenieur Gerhard Mensch eine der ersten Stockwerksfabriken in Stahlskelettbauweise. Nach Weiterführung der Kabelproduktion auch in der DDR-Zeit endeten die Aktivitäten auf dem Gelände im Jahr 1992. Die Bauten von Ziesel/Mensch fielen 2006 im Auftrag des Berliner Senats der Abrissbirne zum Opfer, obwohl es breiten Protest gegen diese Maßnahme gegeben hatte.
Bauten anderer Architekten auf dem Areal sind jedoch erhalten und wurden schrittweise zu einem neuen Campus für die HTW Berlin umgebaut.
Das inzwischen bekannte Duo Ziesel/Mensch konnte 1928/29 für die AEG-Transformatorenfabrik Oberspree (TRO) eine Halle für die Produktion von Großtransformatoren errichten. Als Besonderheit gilt die von Gerhard Mensch gewählte stählerne Dreigelenk-Rahmenkonstruktion des Bauwerks (Wilhelminenhofstraße 83–85 / Edisonstraße 1–8). Der Betrieb wurde 1949 in den VEB Transformatorenwerk Oberspree umgewandelt.
Nach der Wende in der DDR kaufte die AEG das Gelände zurück, gab den Standort aber bereits 1996 wieder auf. Ein privater Investor (Peter Barg) rief 1997 das Kultur- und Technologiezentrum Rathenau ins Leben – ein Projekt, das die Industrieentwicklung in Oberschöneweide an den erhaltenen Bauten zeigt und in den großen Hallen Ausstellungen, Konzerte und andere Kulturveranstaltungen organisiert. Die umfassend sanierte Großtransformatorenhalle gilt als Wahrzeichen des Zentrums, das auch kurz Rathenauhallen genannt wird.
Das Sauerstoffwerk Borsigwalde – Gesellschaft für Lindes Eismaschinen AG (Jacobsenweg 41/61 im Bezirk Reinickendorf, Ortsteil Berlin-Wittenau) übertrug dem Industriebau-Spezialisten Ernst Ziesel die Aufgabe, ein Abfüllgebäude für Sauerstoffflaschen zu planen und zu bauen. Die Halle war 1938 fertiggestellt.

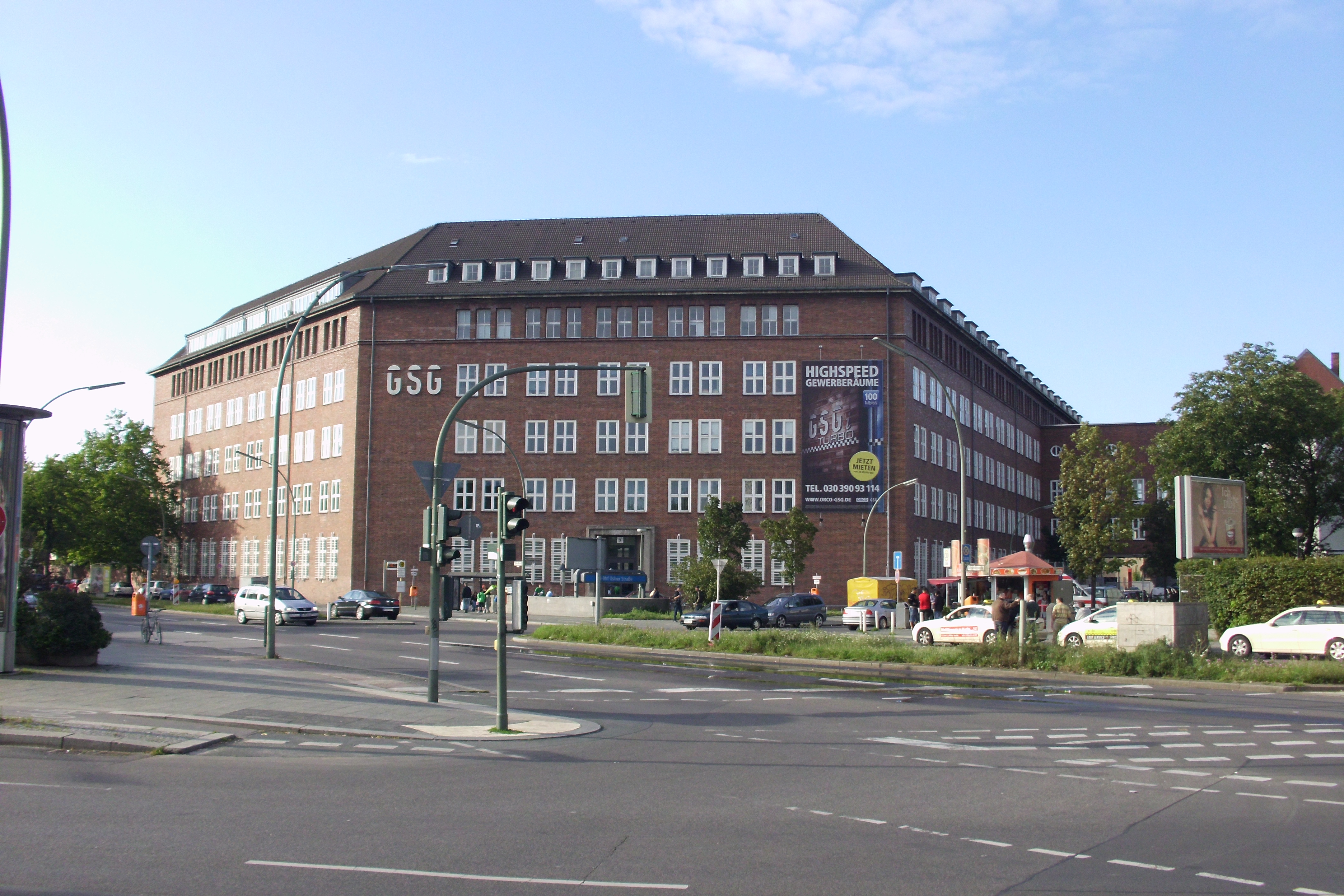
Das für die Telefunken GmbH von Ernst Ziesel entworfene Gerätewerk Schwedenstraße in Berlin-Gesundbrunnen (früher Bezirk Wedding) wurde von 1939 bis 1941 gebaut. An der rechten Seite des Komplexes schaffte die Überbauung der Tromsöer Straße eine Verbindung zum (hier nicht sichtbaren) AEG-Hydrawerk. Foto: Sept. 2011

In der Drontheimer Straße (Hausnummern 30A–B, 34–34A, 36, 38) in Berlin-Gesundbrunnen besaß die AEG-Tochtergesellschaft Hydrawerk AG bereits eine Gummifabrik (Architekt Richard Schirop, 1909). Ernst Ziesel und Gerhard Mensch bauten 1928–1929 dort weitere Fabrikgebäude, die unter Berücksichtigung der umgebenden Wohnbauten mit zurückgesetzten oberen Geschossen versehen wurden.
In unmittelbarer Nachbarschaft wurde auf dem Areal zwischen Residenzstraße und Tromsöer Straße 1939–1941 nach Plänen von Ernst Ziesel für die AEG-Tochtergesellschaft Telefunken das Gerätewerk Schwedenstraße errichtet. Der massive fünfgeschossige Gewerbebau erhielt eine bauliche Verbindung über die Tromsöer Straße hinweg zum Hydrawerk und diente bis Kriegsende 1945 der Fabrikation von funktechnischen Geräten für die Wehrmacht. In der Tromsöer Straße plante Ziesel ein Produktions- und Lagergebäude, das zwischen 1938 und 1940 errichtet wurde. Das Telefunken-Gerätewerk stellte später Rundfunk-, Cassetten- und Tonbandgeräte (Magnetophon) sowie TED-Bildplattenspieler her.
Nach dem Vergleichsverfahren der AEG im Jahre 1982 und deren Übernahme durch Daimler-Benz wurde der gesamte Standort aufgegeben. Die Verwaltung der GSG (Gewerbesiedlungsgesellschaft) veranlasste eine umfassende Modernisierung und sorgte für den Einzug neuer Unternehmen verschiedener Branchen in den Gewerbehof. Der Gebäudekomplex verfügt über eine variabel aufteilbare Gesamtnutzfläche von rund 21.000 Quadratmeter.
Außerhalb der Industriegebäude war Ziesel 1930 bei einer Modernisierung von Kuranlagen für die Altheide AG für Kur- und Badebetrieb im neuen schlesischen Kurort Altheide Bad beschäftigt. Er hat später Kommentare zu dieser Tätigkeit in der Deutschen Bauzeitung veröffentlicht.